# Forêt Rosh HaAyin
La Forêt de Rosh HaAyin (lang-he|יער ראש העיlן (ya'ar Rosh HaAyin) constitue un espace boisé en Israël, à la fois une forêt et une zone verte, située dans la partie nord-est de la ville de Rosh HaAyin, sur les flancs orientaux des monts de Samarie, longée par la rivière Nahal Rabba.

## Histoire
La forêt a été plantée par le Fonds national juif entre 1976 et 1980. Elle abrite des eucalyptus, des pins, des cyprès, des caroubiers, des amandiers, des jujubiers, ainsi que des arbres fruitiers. Elle s'étendait alors sur une modeste surface de 1 050 dunam, soit 105 hectares. La forêt se trouve au nord-est de la ville éponyme.
La Forêt de Rosh HaAyin renferme plusieurs sites forestiers présentant un intérêt archéologique, comme celui notamment  de Eben-Ezer, qui est identifié avec le village de l'époque biblique de Ebenezer.
Depuis 2020, le Fonds national juif a étendu la surface de la forêt d'environ 262,5 acres, ce qui porte sa superficie totale à 1,3 hectares. Cette extension forestière  s'est établie aux pieds des monts de Samarie, sur la limite orientale de la plaine côtière israélienne. Elle constitue un espace de loisirs et de randonnées dans l'esprit de ses concepteurs.

## Galerie

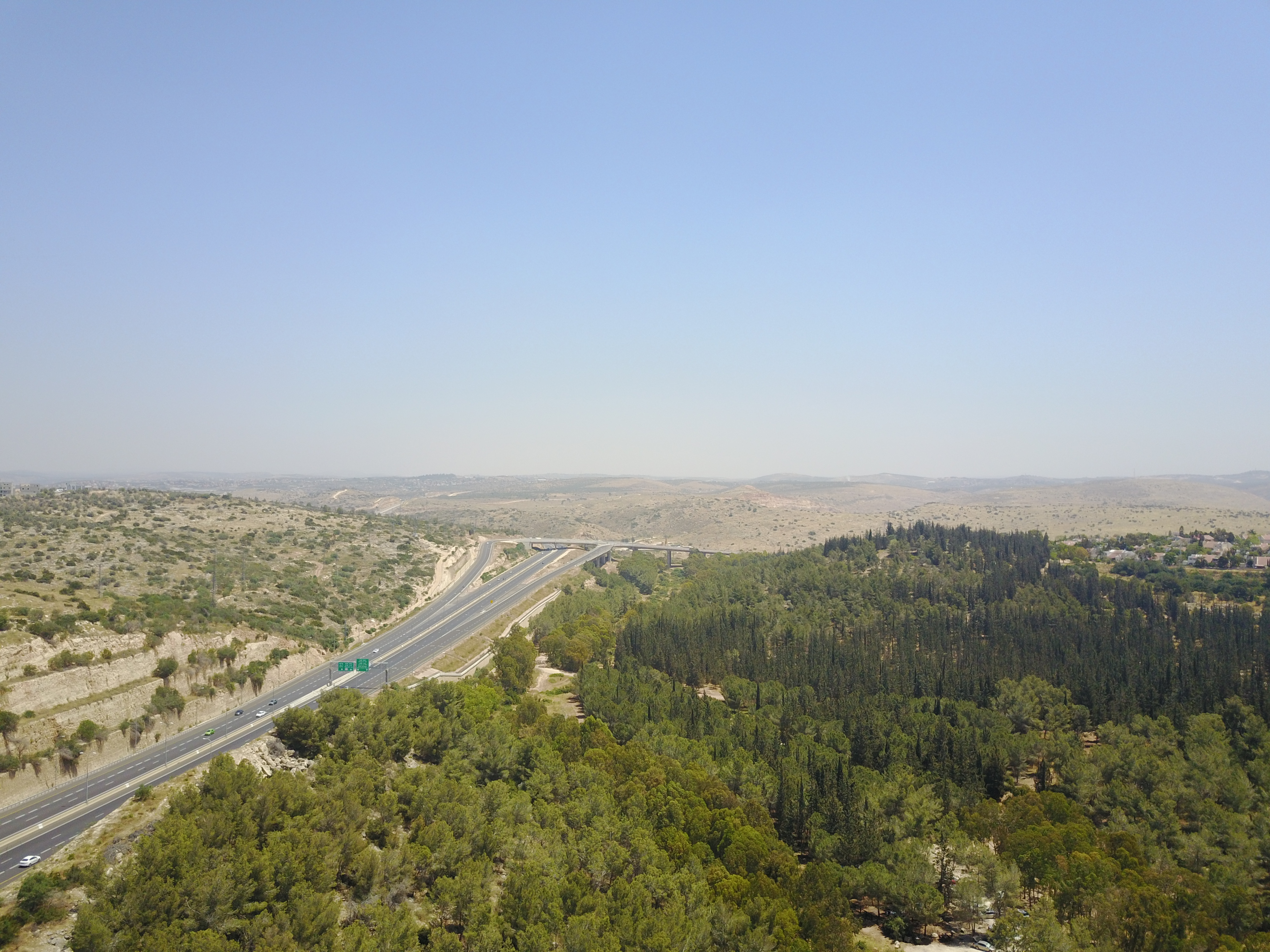

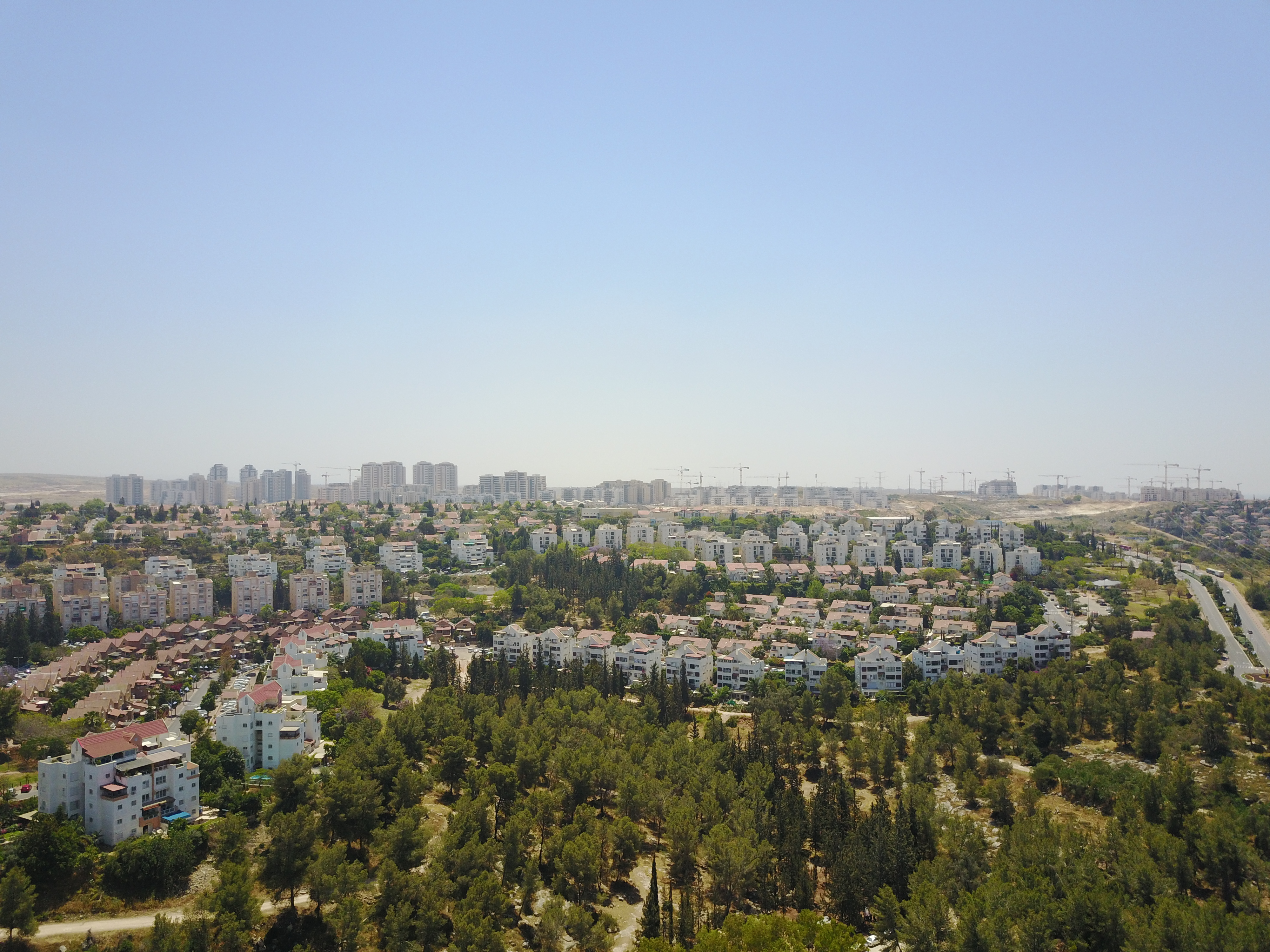

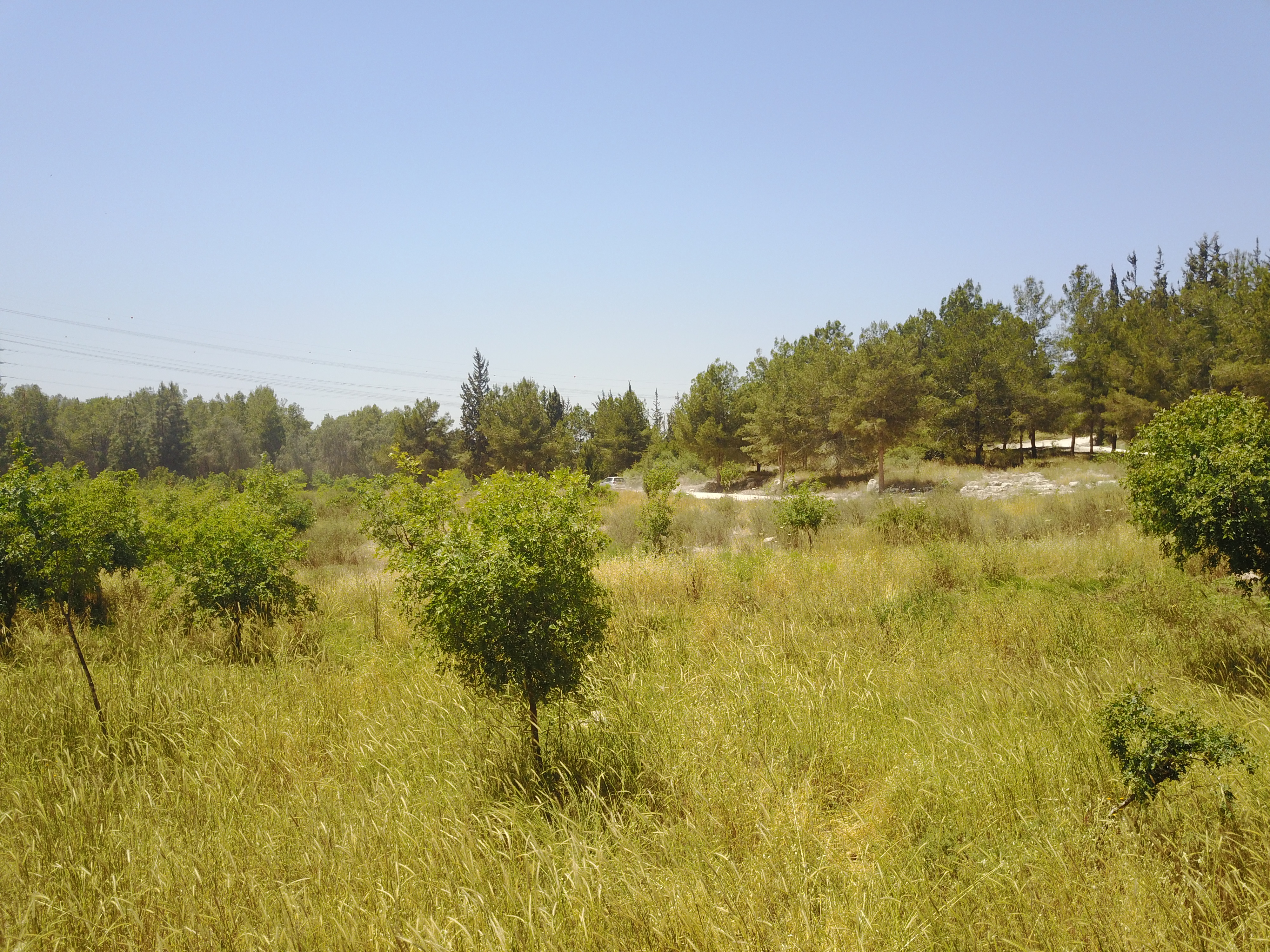